# Pierfranco Vianelli
Pierfranco Vianelli (Provaglio d'Iseo, província de Brescia, 20 d'octubre de 1946) va ser un ciclista italià, que fou professional entre 1969 i 1973.
El 1968, com a ciclista amateur, va prendre part en els Jocs Olímpics de Mèxic, en què guanyà la medalla d'or en la prova en línia, per davant Leif Mortensen i Gösta Pettersson; i la de bronze en la contrarellotge per equips, junt amb Giovanni Bramucci, Vittorio Marcelli i Mauro Simonetti. Com a professional sols aconseguí una victòria, una etapa al Giro d'Itàlia de 1971.

## Palmarès
- 1967
  - 1r al Gran Premi Palio del Recioto
  - 1r al Gran Premi Ezio Del Rosso
- 1968
  -  Medalla d'or als Jocs Olímpics de Ciutat de Mèxic en la prova en línia
  -  Medalla de bronze als Jocs Olímpics de Ciutat de Mèxic en la contrarellotge per equips
  - 1r a la Wartenberg-Rundfahrt
  - 1r al Giro de la Vall d'Aosta
- 1971
  - Vencedor d'una etapa del Giro d'Itàlia

### Resultats al Tour de França
- 1969. 7è de la classificació general

### Resultats al Giro d'Itàlia
- 1970. 22è de la classificació general
- 1971. 5è de la classificació general. Vencedor d'una etapa
- 1972. 49è de la classificació general
- 1973. 88è de la classificació general